# حسن بن سهل سرخسی
ابومحمد حسن بن سهل عبدالله سرخسی، برادر فضل بن سهل سرخسی است که در دورهٔ وزارت برادرش در عراق زندگی می‌کرد. 
وی از مترجمان نهضت ترجمه بود و در دارالحکمه بغداد تردد داشت . 
بعد از برادرش به مقام وزارت مأمون رسید. مأمون او را بر تمام نواحی‌ای که طاهر بن حسین دست یافته بود، فرمانروا کرد. او در زمینهٔ ادبیات، مانند برادرش، تبحر داشت و شعر را نیک می‌سرود. او در سال ۲۳۵–۲۳۶ هـ. ق در شهر سرخس درگذشت.
یکی از شعرا در وصف وی گفته‌است:
| تَقولُ خَلیلَتی لمّا رأتْنی     |  | أشدّ مَطیّتی مِن بعدِ حلّ       |
| أ بعد الفضلِ ترتحل المطایا |  | فَقُلت نعم إلی الحَسَن بن سهلِ |

## وابسته
- محمد بن وهیب